# Poliocephalus poliocephalus
Poliocephalus poliocephalus е вид птица от семейство Podicipedidae. Видът е незастрашен от изчезване.

## Разпространение
Разпространен е в Австралия и Нова Зеландия.